# Меньщиково (Нижегородская область)
Меньщиково — деревня в Арзамасском районе Нижегородской области. Входит в состав муниципального образования сельское поселение Чернухинский сельсовет.
Располагается в 5 км к северу от Пустыни, в 55 км от Арзамаса.

## Население
| 1999 | 2002 | 2010 |
| ---- | ---- | ---- |
| 86   | ↘63  | ↘32  |

## Улицы
- Запрудная
- Новая линия
- Центральная